# Artabazo I di Frigia
Artabazo, figlio di Farnace, noto come Artabazo I di Frigia (in greco antico: Ἀρτάβαζος?, Artabàzos; fine VI secolo a.C. – metà V secolo a.C.), è stato un satrapo persiano.

## Biografia
Artabazo fu uno dei generali dell'esercito che invase la Grecia sotto Serse I: comandava le truppe di riserva che controllavano la via di ritorno per l'Asia Minore. Fu lui a sedare la rivolta di Potidea.
Pur volendo inizialmente trattare con gli Elleni corrompendoli con le ricchezze dei Tebani, alleati dei Medi, prese parte alla disfatta persiana di Platea sotto il comando di Mardonio (479 a.C.), ma riuscì ad abbandonare il campo di battaglia con 40.000 uomini, compiendo un'abile ritirata verso l'Ellesponto; come ricompensa ricevette la satrapia di Frigia, che fu ereditata da suo figlio Farnabazo, da suo nipote Farnace, noto per essere stato satrapo all'inizio della guerra del Peloponneso, e dal figlio di quest'ultimo, Farnabazo II, noto per la sua rivalità con Tissaferne e per aver combattuto contro Sparta.